# Eiji Tsuburaya

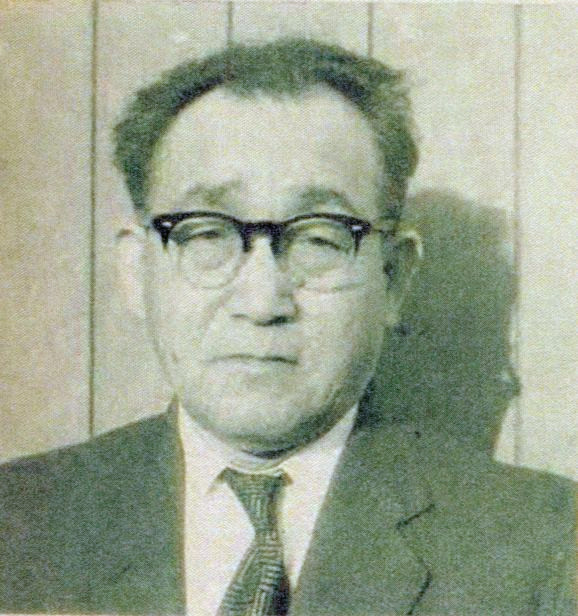
Eiji Tsuburaya

Eiji Tsuburaya (円谷 英二, Tsuburaya Eiji) (Eiichi Tsumuraya (円谷 英一, Tsumuraya Eiichi); Sukagawa, 7 juli  1901 – Ito, 25 januari 1970) was een Japanse filmregisseur die zich specialiseerde in het ontwikkelen van speciale effecten. Zijn werk is van grote invloed geweest op de ontwikkeling van het Tokusatsu en Kaijugenre. Tsuburaya was medebedenker van het filmmonster Godzilla, en bedenker  van de superheld Ultraman.

## Biografie

### Jonge jaren
Eiji Tsuburaya was de oudste zoon van Isamu en Sei Tsuburaya. Zijn moeder stierf toen hij 3 jaar oud was, waarna zijn vader voor zaken naar China vertrok. Tsuburaya werd nadien opgevoed door zijn oom Ichiro en grootmoeder Natsu. Als kind knutselde hij als hobby graag modelvliegtuigjes in elkaar. Op 14-jarige leeftijd rondde hij zijn schoolopleiding af, waarna hij graag door wilde studeren aan de Nippon  vliegschool in Haneda. Deze school werd echter gesloten na de dood van zijn oprichter, Seitaro Tamai, waarna Tsuburaya  ging studeren aan de handelsschool en een baan kreeg bij de Utsumi speelgoedfabriek. 

### Filmcarrière
In 1919 bood filmregisseur Yoshiro Edamasa Tsuburaya een baan aan als cameraman en assistent cinematograaf. Zodoende raakte Tsuburaya betrokken bij de filmindustrie.
Van 1921 tot 1923 werkte Tsuburaya als militair correspondent. Daarna ging hij werken voor Ogasaware Productions. Hij was hoofdcameraman voor de film Enmeiin no Semushiotoko en assistent-cameraman voor Teinosuke Kinugasa’s film Kurutta Ippeiji. In 1926 werd Tsuburaya werkzaam voor Shochiku Kyoto Studios. Een jaar later werd hij fulltime cameraman. In deze periode begon hij te experimenteren met filmeffecten en andere nieuwe filmtechnieken. Zo was hij de eerste die een camerakraan gebruikte. In de jaren 30 werkte hij voor meerdere filmstudio’s. In dezelfde periode zag hij de Amerikaanse film King Kong, wat hem volgens eigen zeggen inspireerde om meer met filmeffecten te gaan doen.
In 1938 werd hij hoofd van de afdeling visuele effecten bij Toho, alwaar hij in 1939 een eigen, onafhankelijke speciale effecten-departement opzette. Tijdens de Tweede Chinees-Japanse Oorlog en Tweede Wereldoorlog maakte hij een reeks propagandafilms en verzorgde hij de speciale effecten voor Toho's Educational Film Research Division. Tot zijn bekendste films uit deze periode horen Kōdō Nippon (The Imperial Way of Japan) (1938), Kaigun Bakugeki-tai (Naval Bomber Squadron) (1940), Hawai Mare oki kaisen (The War at Sea from Hawaii to Malaya) (1942), en Kato hayabusa sento-tai (1944). Naar verluidt zouden de effecten in Hawai Mare oki kaisen dermate indrukwekkend zijn geweest, dat Douglas MacArthur beelden uit die film verkocht aan Frank Capra om te gebruiken in nieuwsrapportages over de Aanval op Pearl Harbor. Vanwege zijn propagandafilms had Tsuburaya na de oorlog aanvankelijk moeite om werk te vinden. Hij was destijds dan ook vooral actief als freelancer met zijn eigen bedrijfje Tsuburaya Visual Effects Research, welke hij vanuit zijn huis had opgezet. 
Uiteindelijk kon Tsuburaya weer aan de slag bij Toho. In 1954 maakte hij samen met regisseur Ishirō Honda en producer Tomoyuki Tanaka de eerste Godzilla-film: Gojira. Hierbij paste hij voor het eerst de techniek toe om een filmmonster neer te zetten middels een acteur in een rubber pak te midden van een miniatuurlandschap. "Gojira" werd een succes en leverde Tsuburaya een "Film Technique Award" op. Tevens maakte dit de weg vrij voor Tsuburaya en Toho om meer monsterfilms te gaan produceren. Samen met componist Akira Ifukube zetten Tsuburaya, Tanaka en Honda de Godzilla-serie voort.  In 1957 won Tsuburaya nog een "Film Technique Award"  voor de film The Mysterians.  
In 1963 startte hij zijn eigen productiebedrijf: Tsuburaya Productions. In 1966 produceerde hij via dit bedrijf de tv-serie Ultra Q, welke het begin vormde van de Ultraman-series. Ultraman was de eerste Japanse live-action tv-serie die wereldwijd gedistribueerd werd.

### Persoonlijk leven
In 1930 trouwde Tsuburaya met Masano Araki. Samen kregen ze drie zonen. 
Vanuit zijn familie was Tsuburaya oorspronkelijk Nirchiren-boeddhist. Later bekeerde hij zich tot het Katholieke geloof. 
Tsuburaya bleef tot aan zijn dood in 1970 werkzaam voor Toho. Hij heeft aan ongeveer 250 films meegewerkt. 